# جیانی بوی
جیانی بوی (انگلیسی: Gianni Bui؛ زادهٔ ۵ مهٔ ۱۹۴۰) بازیکن فوتبال اهل ایتالیا است.
از باشگاه‌هایی که در آن بازی کرده‌است می‌توان به باشگاه فوتبال هلاس ورونا، باشگاه ورزشی لاتزیو، باشگاه فوتبال تورینو، باشگاه فوتبال بولونیا، باشگاه فوتبال پیزا، باشگاه فوتبال آ.ث. میلان، باشگاه فوتبال اسپال، و باشگاه فوتبال وارزه اشاره کرد.